# Jovan Dučić
Jovan Dučić, ortografiat și Iovan Ducici, (în sârbă Јован Дучић; ; n. 17 februarie 1871, Trebinje, vilayetul Bosniei, Bosnia și Herțegovina – d. 7 aprilie 1943, Gary, Indiana, SUA) a fost un scriitor sârb, de origine macedo-vlahă, poet și diplomat.
Lirica sa novatoare, simbolistă și parnasiană, de rafinament stilistic și imagistică originală, cultivă sentimentul patriotic și dragostea de viață.

## Biografie
Tatăl său Andrija a fost comerciant, mama sa Jovanka, în afara de Jovan și Milena, mai avea încă doi copii dintr-o căsnicie anterioară.
Școala elementară o face în localitatea natală, iar apoi la Mostar se înscrie școala de comerț. La Sarajevo face școala de învățători 1890 -1891, iar apoi se transferă la Sombor 1893. Mai târziu va merge la Geneva și se înscrie la Facultatea de Filozofie-Sociologie.
La întoarcere în Serbia, în anul 1907 este angajat la Ministerul de Externe, primind funcția de slujbaș. Din 1910 devine atașat diplomatic la Țarigrad și Sofia, ca mai apoi din 1912-1927, la Roma, Atena, Madrid și Cairo. Din 1933-1941 devine trimis diplomat la Roma și București. A fost primul ambasador al Iugoslaviei la București (din 1937) și a devenit membru de onoare al Uniunii Scriitorilor din România.
După începerea războiului, în 1941 pleacă în America, unde se și stinge din viață pe 7 aprilie 1943.

## Opera
- 1901: Poeme ("Pjesme");
- 1906: Sonete adriatice ("Jadranski soneti");
- 1906: Sonete imperiale ("Carski soneti");
- 1932: Comoara regelui Radovan ("Blago cara Radovana"), eseuri.

## Traduceri în limba română
- Iovan Ducici, Comoara Împăratului Radovan. Cartea despre soartă, traducere de B. Pisarov, București, 1938, 388 p.;
- Iovan Ducici, Cetăți și himere. Scrisori din St. Beatenberg, Geneva, Paris, Corfu, Roma, Delphi, Avila, Atena și Ierusalim, traducere din sârbește de B. Pisarov, București, 1939, 357 p.;
- Iovan Ducici, Legende albastre. Poeme în proză, traducere din sârbește de B. Pisarov, București, 1939, 85 p.